# Тодорос Ангелопулос
Тодорос (Тео) Ангелопулос (грец. Θόδωρος Αγγελόπουλος; 27 квітня 1935, Афіни — 24 січня 2012 року, Афіни) — грецький кінорежисер та сценарист.

## Біографічні відомості
Освіту розпочав на юридичному факультеті Афінського університету. Проте покинув навчання і 1961 року виїхав у Париж, де спочатку відвідував курс французької філології. Пізніше закінчив французьку державну кіношколу La femis (тоді ще IDHEC). 1963 року відзняв першу короткометражну стрічку.
1964 року повернувся у Грецію. До 1967 року працював кінокритиком у виданні «Δημοκρατική Αλλαγή». Перший короткометражний фільм на батьківщині «Η Εκπομπή» створив 1968 року. У ранніх роботах часто звертався до подій історії сучасної Греції від 1930-х років.
24 січня 2012 року під час зйомок останнього фільму з трилогії «Друге море» на шосе режисера збив мотоцикліст. Зйомки відбувалися у передмісті Пірея Кераціні. Помер від отриманих травм в афінській лікарні.

## Фільми
- Broadcast (I Ekpombi) (1968)
- Reconstruction (Anaparastasis) (1970)
- Days of 36 (Meres tou 36) (1972)
- The Travelling Players (O Thiassos) (1975)
- The Hunters (I Kinighi) (1977)
- Alexander the Great (O Megalexandros) (1980)
- Athens (Athina, epistrofi stin Akropoli) (1983)
- Voyage to Cythera (Taxidi stin Kythera) (1984)
- The Beekeeper (O Melissokomos) (1986)
- 1988 : «Пейзаж в тумані» / (Τοπίο στην ομίχλη)
- The Suspended Step of the Stork (To Meteoro Vima tou Pelargou) (1991)
- Ulysses' Gaze (To Vlemma tou Odyssea) (1995)
- Lumière and Company (Lumière et compagnie) (1995)
- 1998 : «Вічність і один день» / (Mia aiwniothta kai mia mera)
- The Weeping Meadow (Trilogia I: To Livadi pou dakryzei) (2004)
- У кожного своє кіно (2007) (Segment of portmanteau film, with contributions from 33 directors)
- The Dust of Time (2009)

## Нагороди
1998 року отримав Золоту пальмову гілку за фільм «Вічність і один день». Також на Венеційському кінофестивалі отримав Золотого лева. П'ятикратно здобував нагороду Міжнародного кінофестивалю в Салоніках за найкращу режисерську роботу.